# Большая (приток Калитвы)
Больша́я (Ба́лка Больша́я) — река в Ростовской области. Длина 152 км, площадь бассейна 2160 км². Левый приток Калитвы (бассейн Дона). Питание преимущественно снеговое. В верховьях пересыхает. Имеет сильно извилистое течение.

## Течение
Берёт начало на южных склонах Донской гряды, впадает в Калитву, в 93 км от её устья, между Ольховой и Берёзовой.
Протекает по Тарасовскому, Кашарскому и Боковскому районам Ростовской области.

## Притоки
Река принимает два больших левых притока — Мечетку (Мечетную) и Нагольную (крупнейший); последнюю, по мнению В. В. Богачёва, следует считать главной рекой.
(км от устья)
- 47 км: Нагольная
- 80 км: Мечетка (Мечетная)

## Населённые пункты
На реке стоят в Кашарском районе: Верхнегреково, 2-й Киевский, Фомино-Свечниково, Сариновка, в Тарасовском районе — Большинка.